# رامزي لويس
رامزي لويس (بالإنجليزية: Ramsey Lewis)‏ (27 مايو 1935 - 12 سبتمبر 2022)، هو عازف موسيقى الجاز على البيانو أمريكي، اشتهر بنسخته الموسيقية من دون كلمات لأغنية «ذي إن كراود».
ولد في 27 مايو 1935 في شيكاغو في الولايات المتحدة.
بدأ لويس العزف على البيانو في سن مبكرة جداً، خصوصاً في الكنيسة، حيث كان والده قائد الجوقة، وهو من عشاق موسيقى الجاز. وفي عام 1956، أصدر لويس أول ألبوم له مع فرقة «رامزي لويس تريو» الثلاثية التي ضمته مع عازف الغيتار إلدي يونغ، وعازف الدرامز رد هولت، واكتسب سمعة طيبة بين عشاق موسيقى الجاز على مر السنين. لكنه حقق شهرته الفعلية عام 1965 بفضل النجاح المفاجئ لأدائه الموسيقي من دون كلمات لأغنية «ذي إن كراود»، التي كانت صدرت يومها قبل أشهر للمغني دوبي غراي.

## وفاته
توفي يوم الاثنين 12 سبتمبر 2022، عن 87 عاماً، وأفادت زوجته جان بأنه رحل «بسلام في منزله» في مسقط رأسه شيكاغو، وفق «وكالة الصحافة الفرنسية».

## وصلات خارجية
- الموقع الرسمي
- رامزي لويس على موقع IMDb (الإنجليزية)
- رامزي لويس على موقع ميوزك برينز (الإنجليزية)
- رامزي لويس على موقع إن إن دي بي (الإنجليزية)
- رامزي لويس على موقع أول ميوزيك (الإنجليزية)
- رامزي لويس على موقع ديسكوغز (الإنجليزية)
- رامزي لويس على موقع قاعدة بيانات الفيلم (الإنجليزية)